# Юдкинский
Юдкинский — обезлюдевший хутор в Урюпинском районе Волгоградской области России, в составе Михайловского сельского поселения.
Население — 0 (2010)

## История
Населённый пункт под названием Юдкино впервые значится в списке населённых пунктов Урюпинского района по состоянию на 01 февраля 1963 года. Населённый пункт значился в составе Михайловского сельсовета, включённого в состав Урюпинского района в связи с упразднением Хопёрского района. При этом в списках населённых пунктов Хопёрского района населённый пункт не значился. Название хутор Юдкинский присвоено не позднее 01 июля 1968 года.

## География
Хутор находится в луговой степи, в пределах Хопёрско-Бузулукской равнины, в окружении пойменных и искусственных лесов на правом берегу Косарки. Хутор расположен на высоте около 70-80 метров над уровнем моря. На топографической карте 1989 года и топографической карте Европейской России 2000 года ошибочно обозначен как удалённая часть хутора Вдовольный. Место нахождения хутора установлено по данным Публичной кадастровой карты Росреестра. Почвы — чернозёмы обыкновенные.
По автомобильным дорогам расстояние до областного центра города Волгоград составляет 340 км, районного центра города Урюпинска — 20 км, до административного центра сельского поселения станицы Михайловской — 7 км. ближайшие населённые пункты: хутор Сантырский, расположенный в 4 км к северо-востоку, выше по реке Косарке, и хутор Вдовольный, расположенный в 3 км к юго-западу на левом берегу Косарки.
Часовой пояс
Юдкинский, как и вся Волгоградская область, находится в часовой зоне МСК (московское время). Смещение применяемого времени относительно UTC составляет +3:00.

## Население
Динамика численности населения по годам:
| 2002 |
| ---- |
| 3    |

| 2010 |
| ---- |
| 0    |